# Clariola pipunculoides
Clariola pipunculoides là một loài ruồi trong họ Asilidae. Clariola pipunculoides được Walker miêu tả năm 1865. Loài này phân bố ở miền Australasia.